# دوغلاس إتش. فيشر
دوغلاس إتش. فيشر هو سياسي أمريكي، ولد في 1948 في بريدجتون في الولايات المتحدة. نشط حزبياً في الحزب الديمقراطي. وقد انتخب عضو جمعية نيوجيرسي العامة ‏.